# Verbascum calvum
Verbascum calvum är en flenörtsväxtart som beskrevs av Pierre Edmond Boissier och Ky.. Verbascum calvum ingår i släktet kungsljus, och familjen flenörtsväxter. Inga underarter finns listade i Catalogue of Life.